# Чен-ван
Чен-ван (кит. трад.: 成王; піньїнь: Cheng) — другий ван давньокитайської держави Чжоу, син У-вана.

## Правління
Впродовж перших семи років правління Чен-вана його володіннями керував як регент його дядько Чжоу-ґун, при цьому в безпосередньому підпорядкуванні останнього перебували всі східні території імперії, а західними областями опікувався Шао-ґун.
На самому початку правління Чена спалахнув відкритий заколот на чолі з трьома братами його батька, які підтримували претензії на трон з боку У Ґена, нащадка поваленої династії Шан. Те повстання, що його підтримали східні варварські племена, було успішно придушено Чжоу-ґуном, після чого відбувся перерозподіл феодальних володінь, в основному, серед представників царської родини. З метою попередження подальших виступів шанців проти влади династії Чжоу за Чен-вана, було здійснено їхнє масштабне переселення з територій історичного проживання до інших районів імперії.
Те повстання також зумовило східну спрямованість військових походів Чжоу. Під час придушення виступів Чжоу-ґун здійснив каральний похід проти племен східних варварів — і. В подальшому під особистим проводом Чен-вана було здійснено ще три походи проти східних варварів: перший проти чуського бо, другий — проти одного зі східних хоу, третій — проти східних і. Окрім того, за дорученням імператора неодноразово відряджались військові експедиції на схід і південний схід. Джерела вказують на 12 військових походів часів володарювання Чена.
Період самостійного правління Чен-вана відзначався умиротворенням і дотриманням правопорядку.
До моменту смерті Чен-вана чиновницький апарат держави очолював уже Шао-ґун, який обіймав посаду тай бао («великий захисник»), він же керував приготуваннями до поховання імператора й церемонією зведення на престол його спадкоємця.